# Liste der Monuments historiques in Marlemont
Die Liste der Monuments historiques in Marlemont führt die Monuments historiques in der französischen Gemeinde Marlemont auf.

## Liste der Objekte
| Bezeichnung       | Beschreibung                          | Standort                                 | Kennzeichnung | Schutzstatus | Datum | Bild |
| ----------------- | ------------------------------------- | ---------------------------------------- | ------------- | ------------ | ----- | ---- |
| Zwei Seitenaltäre | Holz, farbig gefasst, 18. Jahrhundert | in der Kirche Ste-Marie-Madeleine (Lage) | PM08000307    | Classé       | 1963  |      |
| Hauptaltar        | Holz, farbig gefasst, 18. Jahrhundert | in der Kirche Ste-Marie-Madeleine (Lage) | PM08000306    | Classé       | 1963  |      |